# Pål Erik Ulvestad
Pål Erik Ulvestad (Molde, 8 settembre 1990) è un calciatore norvegese, centrocampista del Clausenengen.

## Biografia
È il figlio di Rune Ulvestad, nonché fratello dei calciatori Dan Peter, Fredrik e Andreas.

## Carriera

### Club
Ulvestad ha debuttato nell'Eliteserien il 17 aprile 2011, in sostituzione di Magnus Wolff Eikrem nella vittoria per 3-2 sullo Stabæk. È passato poi in prestito al Kristiansund dal 1º aprile 2012, per i successivi quattro mesi. Il 5 aprile 2013 è passato in prestito all'Hønefoss. Ha esordito in squadra il 21 aprile, sostituendo Heiner Mora nel pareggio per 1-1 in casa del Sandnes Ulf.
Il 10 febbraio 2014 è tornato ufficialmente al Kristiansund: si legò al club con un contratto triennale.
Il 16 dicembre 2021 ha annunciato il proprio ritiro dal calcio professionistico. Ha però continuato a giocare nell'Averøykameratene, in 5. divisjon.

## Statistiche

### Presenze e reti nei club
Statistiche aggiornate al 12 aprile 2024.
| Stagione            | Club                | Campionato          | Campionato | Campionato | Coppe nazionali | Coppe nazionali | Coppe nazionali | Coppe continentali | Coppe continentali | Coppe continentali | Supercoppe | Supercoppe | Supercoppe | Totale | Totale |
| Stagione            | Club                | Comp                | Pres       | Reti       | Comp            | Pres            | Reti            | Comp               | Pres               | Reti               | Comp       | Pres       | Reti       | Pres   | Reti   |
| ------------------- | ------------------- | ------------------- | ---------- | ---------- | --------------- | --------------- | --------------- | ------------------ | ------------------ | ------------------ | ---------- | ---------- | ---------- | ------ | ------ |
| 2008                | Herd                | 4D                  | ?          | ?          | CN              | ?               | ?               | -                  | -                  | -                  | -          | -          | -          | ?      | ?      |
| 2009                | Herd                | 3D                  | ?          | ?          | CN              | ?               | ?               | -                  | -                  | -                  | -          | -          | -          | ?      | ?      |
| 2010                | Herd                | 3D                  | ?          | ?          | CN              | ?               | ?               | -                  | -                  | -                  | -          | -          | -          | ?      | ?      |
| Totale Herd         | Totale Herd         | Totale Herd         | ?          | ?          |                 | ?               | ?               |                    | -                  | -                  |            | -          | -          | ?      | ?      |
| 2011                | Molde               | ES                  | 11         | 0          | CN              | 5               | 0               | -                  | -                  | -                  | -          | -          | -          | 16     | 0      |
| gen.-mar. 2012      | Molde               | ES                  | 0          | 0          | CN              | -               | -               | UCL+UEL            | -                  | -                  | -          | -          | -          | 0      | 0      |
| 2012                | Kristiansund        | 2D                  | ?          | ?          | CN              | ?               | ?               | -                  | -                  | -                  | -          | -          | -          | ?      | ?      |
| gen.-apr. 2013      | Molde               | ES                  | 0          | 0          | CN              | 0               | 0               | UCL                | 0                  | 0                  | -          | -          | -          | 0      | 0      |
| apr.-lug. 2013      | Hønefoss            | ES                  | 7          | 0          | CN              | 2               | 0               | -                  | -                  | -                  | -          | -          | -          | 9      | 0      |
| lug.-dic. 2013      | Molde               | ES                  | 0          | 0          | CN              | 0               | 0               | UEL                | 0                  | 0                  | -          | -          | -          | 0      | 0      |
| Totale Molde        | Totale Molde        | Totale Molde        | 11         | 0          |                 | 5               | 0               |                    | -                  | -                  |            | -          | -          | 16     | 0      |
| 2014                | Kristiansund        | 1D                  | 8          | 0          | CN              | 2               | 0               | -                  | -                  | -                  | -          | -          | -          | 10     | 0      |
| 2015                | Kristiansund        | 1D                  | 18+1       | 0          | CN              | 3               | 0               | -                  | -                  | -                  | -          | -          | -          | 22     | 0      |
| 2016                | Kristiansund        | 1D                  | 7          | 0          | CN              | 0               | 0               | -                  | -                  | -                  | -          | -          | -          | 7      | 0      |
| 2017                | Kristiansund        | ES                  | 24         | 0          | CN              | 2               | 0               | -                  | -                  | -                  | -          | -          | -          | 26     | 0      |
| 2018                | Kristiansund        | ES                  | 12         | 0          | CN              | 1               | 0               | -                  | -                  | -                  | -          | -          | -          | 13     | 0      |
| 2019                | Kristiansund        | ES                  | 21         | 0          | CN              | 3               | 0               | -                  | -                  | -                  | -          | -          | -          | 24     | 0      |
| 2020                | Kristiansund        | ES                  | 21         | 0          | -               | -               | -               | -                  | -                  | -                  | -          | -          | -          | 21     | 0      |
| 2021                | Kristiansund        | ES                  | 20         | 0          | CN              | 3               | 0               | -                  | -                  | -                  | -          | -          | -          | 23     | 0      |
| Totale Kristiansund | Totale Kristiansund | Totale Kristiansund | 131+1      | 0          |                 | 14              | 0               |                    | -                  | -                  |            | -          | -          | 144    | 0      |
| 2022                | Averøykameratene    | 5D                  | 11         | 0          | -               | -               | -               | -                  | -                  | -                  | -          | -          | -          | 11     | 0      |
| 2024                | Clausenengen        | 4D                  | 1          | 0          | -               | -               | -               | -                  | -                  | -                  | -          | -          | -          | 1      | 0      |
| Totale              | Totale              | Totale              | ?          | ?          |                 | ?               | ?               |                    | 0                  | 0                  |            | -          | -          | ?      | ?      |

## Palmarès

### Club

#### Competizioni nazionali
- Campionato norvegese: 1

Molde: 2011